# Релінген-Зірсбург
Релінген-Зірсбург (нім. Rehlingen-Siersburg) — громада в Німеччині, знаходиться в землі Саар. Входить до складу району Саарлуї.
Площа — 61,16 км2. Населення становить 14 343 ос. (станом на 31 грудня 2021).